# 津南町農業協同組合
津南町農業協同組合（つなんまちのうぎょうきょうどうくみあい、略称JA津南町、津南町農協）は、新潟県中魚沼郡津南町に本店を置いていた農業協同組合。

## 沿革
- 1966年（昭和44年）3月、津南町内の6農協が合併し誕生。
- 2024年（令和6年）2月、当農協とJA越後おぢや・JA北魚沼・JA十日町が合併し、JA魚沼が発足予定[2]。

## 事業所
- 本店（〒949-8201 新潟県中魚沼郡津南町大字下船渡戊125-1）
- 営農センター（〒949-8201 新潟県中魚沼郡津南町大字下船渡戊130-1）
- 精米所（〒949-8201 新潟県中魚沼郡津南町大字下船渡丁5274-1）
- 赤沢資材店舗（〒949-8203 新潟県中魚沼郡津南町大字赤沢2286-1）
- 津南原資材店舗（〒949-8312 新潟県中魚沼郡津南町大字米原丙2655-1）

- 燃料センター下船渡スタンド（〒949-8201 新潟県中魚沼郡津南町大字下船渡甲5069-3）

- 大割野スタンド（〒949-8201 新潟県中魚沼郡津南町大字下船渡戊433）
- 車輌・農機センター（〒949-8201 新潟県中魚沼郡津南町大字下船渡戊1630-1）
- ファミリーマートJA津南町上郷店（〒949-8124 新潟県中魚沼郡津南町大字上郷子種新田14-1）